# Muraui járás
A Muraui járás Ausztriában, Stájerország tartományban található. Muraui járás Murtali, Liezeni, Tamswegi, Spittal an der Drau-i, Feldkircheni és Sankt Veit an der Glan-i járásokkal határos. Lakosainak száma 27 659 fő (2019. január 1.).

## A járáshoz tartozó települések
- Dürnstein in der Steiermark
- Frojach-Katsch
- Krakaudorf
- Krakauhintermühlen
- Krakauschatten
- Kulm am Zirbitz
- Laßnitz bei Murau
- Mariahof
- Mühlen
- Murau
- Neumarkt in Steiermark
- Niederwölz
- Oberwölz Stadt
- Oberwölz Umgebung
- Perchau am Sattel
- Predlitz-Turrach
- Ranten
- Rinegg
- Sankt Blasen
- Sankt Georgen ob Murau
- Sankt Lambrecht
- Sankt Lorenzen bei Scheifling
- Sankt Marein bei Neumarkt
- Sankt Peter am Kammersberg
- Sankt Ruprecht-Falkendorf
- Scheifling
- Schöder
- Schönberg-Lachtal
- Stadl an der Mur
- Stolzalpe
- Teufenbach
- Triebendorf
- Winklern bei Oberwölz
- Zeutschach
- Krakau
- Neumarkt in der Steiermark
- Oberwölz
- St. Georgen am Kreischberg
- Stadl-Predlitz
- Teufenbach-Katsch